# Isola Charcot
L'isola Charcot, detta anche Terra di Charcot, è un'isola situata al largo dell'Antartico, a circa 80 chilometri dall'isola Alessandro I nel mare di Bellingshausen. politicamente contesa tra Cile che la rivendica nel territorio antartico cileno e il Regno Unito che la annovera tra i suoi territori d'oltre mare antartici. L'isola è completamente disabitata, è larga circa 42 km e lunga circa 50, è interamente coperta di ghiaccio ad eccezione dei monti che dominano la costa settentrionale.
Venne scoperta l'11 gennaio del 1910 dall'esploratore Jean-Baptiste Charcot da cui l'isola prende il nome, durante la sua seconda spedizione antartica.